# Grianán von Aileach

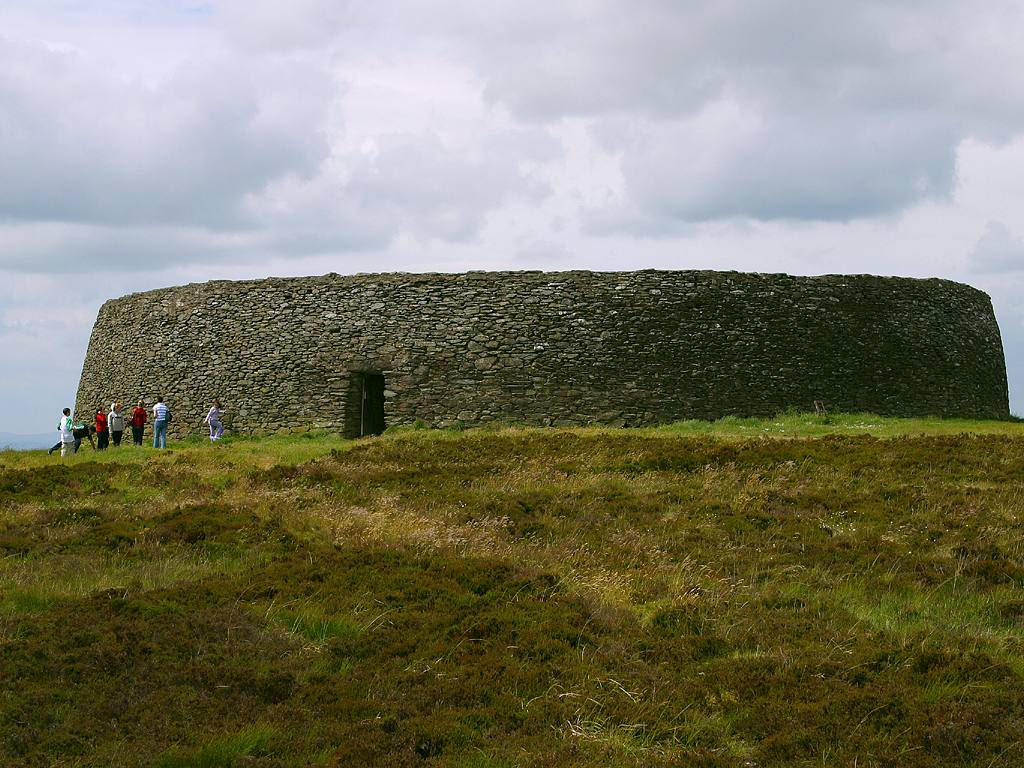
Außenansicht des Grianán of Aileach

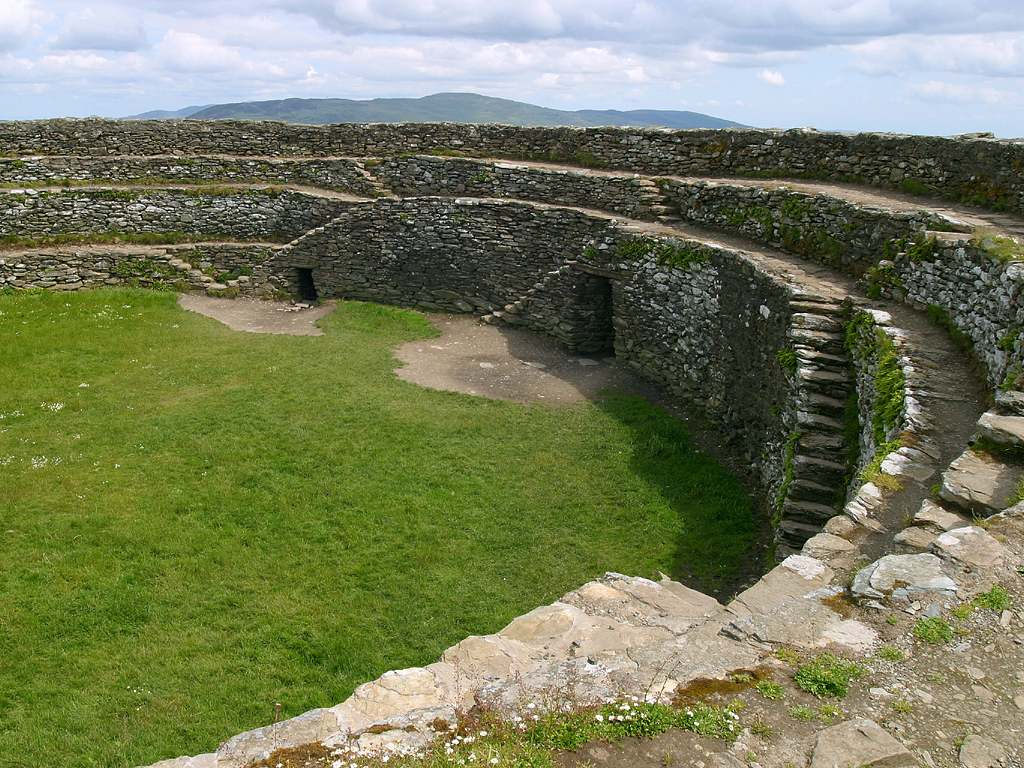
Innenansicht des Grianán of Aileach

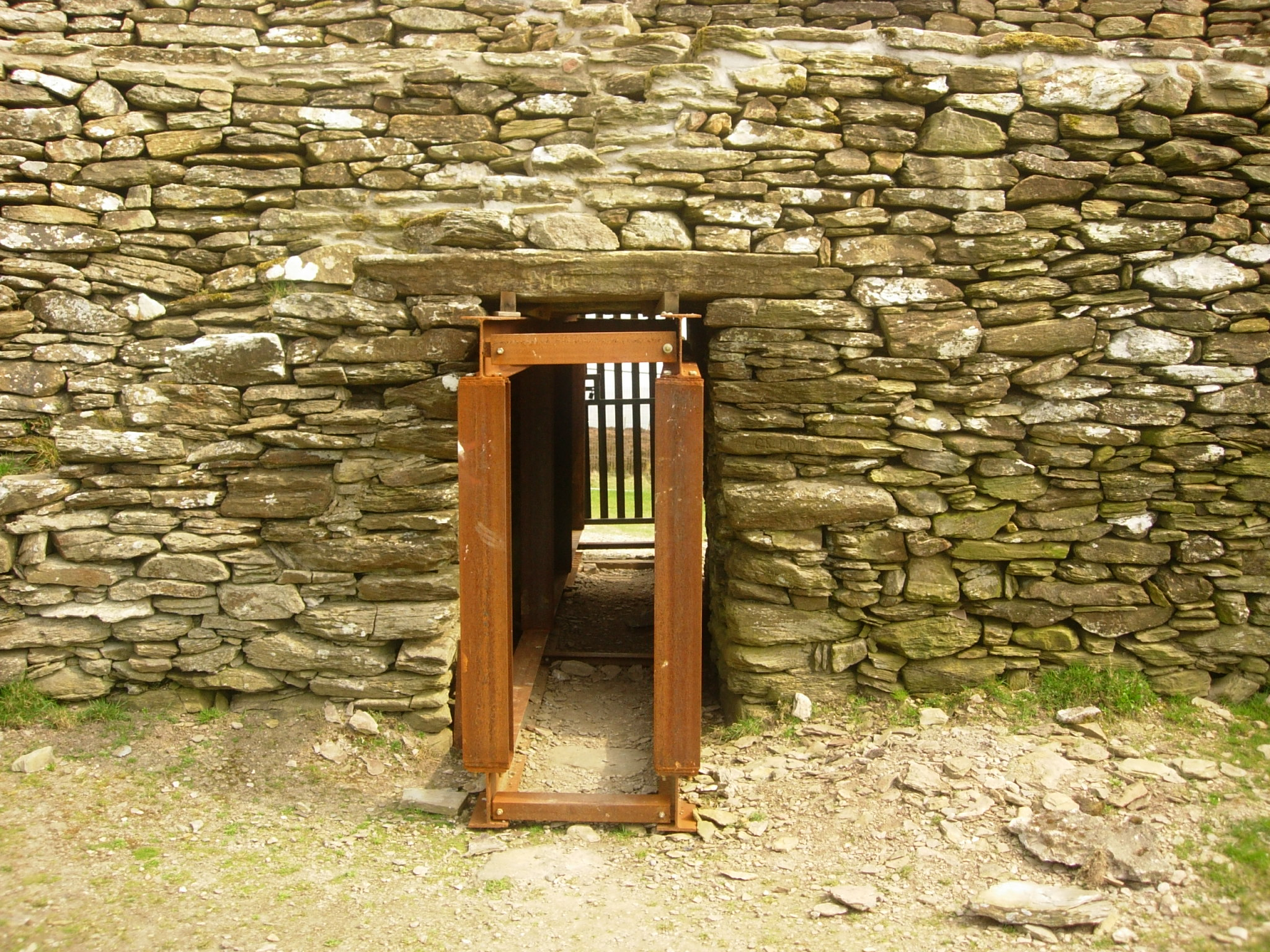
Zugangsabstützung

Grianán von Aileach (irisch Grianán Ailigh, englisch Grianán of Aileach) ist der Name eines restaurierten Steinforts im County Donegal im Nordwesten der Republik Irland, ca. 10 km westlich der nordirischen Stadt Derry. Der Grianán von Aileach war ein historisches Zentrum von Kultur und Politik in der Zeit der frühirischen Herrscher (800 v. Chr. bis 1.200 n. Chr.). Das Ringfort auf dem Berg Greenan (Grianán) war Sitz der Könige von Aileach. Die Königreiche von Ulaidh und Airgíalla waren Unterkönigreiche unter der Herrschaft Aileach. 
Grianán von Aileach ist ein Ringfort, das anstelle eines alten Hillforts errichtet wurde.
Der Grianán war im 5. Jahrhundert Wohnsitz der Uí Néill und später im Besitz des Clans der O’Donnells. Bis zum 12. Jahrhundert (um 1177) hatte das Königreich Aileach einen großen Teil seiner Ländereien an die Normannen verloren, womit auch das Steinfort an Bedeutung verlor und schließlich von einer Armee unter Muirchertach Ua Briain (König von Munster) zerstört wurde. Das Fort überblickt die Halbinsel Inishowen nach Norden. Heute kann man die Hauptwälle, die einen Durchmesser von 23 Meter haben, besichtigen. Andere Teile des Forts waren zerstört, wurden aber im 19. Jahrhundert (um 1870) authentisch restauriert. Es ist ein irisches National Monument.

## Legenden
Ein irischer Schöpfungsmythos behauptet, dass dieses Fort vom großen König Dagda von den Tuatha Dé Danann rund um die Grabstätte seines Sohnes Aed erbaut wurde. Es heißt, dass im Jahre 450 St. Patrick hier den Begründer der Nördlichen Uí-Néill-Dynastie, Eogan, getauft haben soll.